# The Razor’s Edge
The Razor’s Edge (с англ. — «Лезвие бритвы») — двенадцатый студийный альбом австралийской хард-рок-группы AC/DC, выпущенный 21 сентября 1990 года.
Единственный студийный альбом группы, в записи которого участвовал ударник Крис Слейд. Продюсер альбома — Брюс Фейрбейрн (Bruce Fairbairn). Все песни альбома были сочинены Ангусом и Малколмом Янгами, последний из которых завершил курс лечения от алкогольной зависимости и снова начал играть в качестве ритм-гитариста.
Альбом включает в себя песни «Thunderstruck» и «Moneytalks», одни из самых известных треков AC/DC. Огромный коммерческий успех вернул группе известность конца 70-х — начала 80-х годов. Альбом находится на 2 месте по рейтингу Billboard 200 в США и на 4 месте — в Великобритании. «The Razor’s Edge» был пятикратно сертифицирован как платиновый альбом (продано 5 миллионов копий), и в 2003 году, ремастированный, был включен в состав серии «AC/DC Remasters».

## Список композиций
Слова и музыка всех песен — Ангус Янг и Малькольм Янг.
| №                   | Название                              | Длительность |
| ------------------- | ------------------------------------- | ------------ |
| 1.                  | «Thunderstruck»                       | 4:53         |
| 2.                  | «Fire Your Guns»                      | 2:54         |
| 3.                  | «Moneytalks»                          | 3:46         |
| 4.                  | «The Razor's Edge»                    | 4:23         |
| 5.                  | «Mistress for Christmas»              | 4:00         |
| 6.                  | «Rock Your Heart Out»                 | 4:07         |
| 7.                  | «Are You Ready»                       | 4:10         |
| 8.                  | «Got You by the Balls»                | 4:30         |
| 9.                  | «Shot of Love»                        | 3:57         |
| 10.                 | «Let's Make It»                       | 3:32         |
| 11.                 | «Goodbye & Good Riddance to Bad Luck» | 3:13         |
| 12.                 | «If You Dare»                         | 3:18         |
| Общая длительность: | Общая длительность:                   | 46:32        |

## Участники группы
- Брайан Джонсон — вокал
- Ангус Янг — соло-гитара
- Малкольм Янг — ритм-гитара, бэк-вокал
- Клифф Уильямс — бас-гитара, бэк-вокал
- Крис Слейд — ударник

## Чарты и сертификации
| Год  | Чарт                                      | Позиция |
| ---- | ----------------------------------------- | ------- |
| 1990 | Billboard 200                             | 2       |
| 1990 | UK Top 75                                 | 4       |
| 1990 | Australian Kent Music Report Albums Chart | 4       |

| Год  | Сингл           | Чарт              | Позиция |
| ---- | --------------- | ----------------- | ------- |
| 1990 | «Thunderstruck» | Mainstream Rock   | 5       |
| 1991 | «Moneytalks»    | Billboard Hot 100 | 23      |
| 1991 | «Are You Ready» | Mainstream Rock   | 16      |

| Страна                  | Продажи            | Сертификация            |
| ----------------------- | ------------------ | ----------------------- |
| США                     | 5 миллионов копий  | Платиновый (пятикратно) |
| Канада                  | 2,5 миллиона копий | Платиновый (пятикратно) |
| Соединенное Королевство | 1 миллион копий    | Платиновый (двукратно)  |
| Франция                 | 100 тысяч копий    | Золотой                 |
| Финляндия               | 64 тысячи копий    | Платиновый              |